# Гінтаутас Умарас
Гінтаутас Умарас (20 травня 1963) — литовський велогонщик.
Олімпійський чемпіон 1988 (індивідуальна гонка переслідування), 1988 (командна гонка переслідування) років.
Чемпіон світу з трекових велоперегонів 1987 (індивідуальна гонка переслідування на 4 км), 1987 (командна гонка переслідування на 4 км) років, срібний призер 1986 (індивідуальна гонка переслідування на 4 км), 1985 (індивідуальна гонка переслідування на 4 км) років.